# Tatczëzna
Tatczëzna – kaszubski miesięcznik społeczny wydawany w latach 1990–1991 przez grupę studentów związanych z Klubem Studenckim "Pomorania".

## Historia
Pismo powstało na fali przemian ustrojowych końca lat 80., jako wyraz poszukiwania przez młodych Kaszubów nowych dróg odrodzenia Kaszubszczyzny w zmieniających się warunkach politycznych. Idea powstania pisma związana była bezpośrednio z planami zwołania Kongresu Młodych Kaszubów i w początkowych zamysłach miała być pomocna w dotarciu do szerokich rzesz młodzieży i równocześnie umożliwić prezentację różnych poglądów na przyszłość Kaszubszczyzny.
Grupą inicjatywną byli Piotr Dziekanowski, Jarosław Ellwart, Wojciech Etmański, Mariusz Szmidka i Eugeniusz Pryczkowski. Honorowy patronat nad powstającym pismem objął ostatni żyjący wówczas Zrzesziniec - ks. Franciszek Grucza. Twórcy Tatczëzny ideowo nawiązywali do spuścizny Zrzeszińców, promując m.in. opracowaną przez nich pisownię kaszubską.
Od maja 1990 roku do lipca 1991 roku ukazało się 9 numerów czasopisma, obejmujących 8-12 stron. Artykuły poświęcone były różnorodnym aspektom życia regionu, począwszy od spraw ideowych po kulturalne. Jako wkładka do Tatczëzny na przełomie 1990 i 1991 roku ukazywał się literacki dodatek Wjitrzniô, w którym m.in. debiutowała Ida Czaja. O ostatecznym zaniechaniu wydawania Tatczëzny zdecydowały brak mocnego zaplecza finansowego oraz sprawnego systemu dystrybucji. Podejmowane kilkukrotnie próby reaktywowania czasopisma nie odniosły skutku.
Na łamach pisma publikowali m.in.: Piotr Dziekanowski, Wojciech Etmański, Artur Jabłoński, Eugeniusz Pryczkowski, Mariusz Szmidka, Cezary-Obracht Prondzyński i Dariusz Szymikowski.
Redaktorzy naczelni (prowadzący): Jarosław Ellwart, Eugeniusz Pryczkowski.